# Simulium tergospinosum
Simulium tergospinosum es una especie de insecto del género Simulium, familia Simuliidae, orden Diptera.
Fue descrita científicamente por Hamada, 2000.